# Yusuke Akahoshi
Yusuke Akahoshi (赤星 雄祐 Akahoshi Yusuke?, nacido el 24 de mayo de 1994 en Kumamoto) es un futbolista japonés que juega como centrocampista.
En 2017, Akahoshi se unió al Shiga United FC. Después de eso, jugó en el FC Tokushima y Kamatamare Sanuki.

## Trayectoria

### Clubes
| Club              | País  | Año    |
| ----------------- | ----- | ------ |
| Shiga United FC   | Japón | 2017   |
| FC Tokushima      | Japón | 2018   |
| Kamatamare Sanuki | Japón | 2019 - |

## Estadística de carrera

### J. League
| Club              | Año   | J. League | J. League | Copa J. League | Copa J. League | Total | Total |
| Club              | Año   | Part.     | Goles     | Part.          | Goles          | Part. | Goles |
| ----------------- | ----- | --------- | --------- | -------------- | -------------- | ----- | ----- |
| Kamatamare Sanuki | 2019  | 9         | 0         | -              | -              | 9     | 0     |
| Total             | Total | 9         | 0         | 0              | 0              | 9     | 0     |